# Kelj pupčar
Kelj pupčar (Brassica oleracea var. gemmifera) dvogodišnja je zeljasta biljka iz porodice krstašica (Cruciferae) poznata još i pod nazivom briselski kupus, prokulica, čimulica.

## Opis i uzgajanje
Manje se količine uzgajaju u kontinentalnoj Hrvatskoj. Na vrhu stabljike kelj pupčar ima slobodne zelene listove, ali za prehranu služe samo male svijetlozelene jajolike ili okrugle glavice, promjera otprilike tri cm, koje rastu uzduž stabljike. Na stabljici može biti 40 do 50 komada.

## Upotreba u kulinarstvu
Glavice kelja pupčara prigotovljavaju se kuhanjem kao i ostalo lisnato povrće. Trajnije se čuva zamrzavanjem. Kelj pupčar jedno je od najzdravijih povrća, jer potiče djelovanje pojedinih enzima u ljudskoj stanici i snaži njezinu obrambenu moć.
Najbolje ga je kuhati na pari, jer tada korisni sastojci ostaju neoštećeni.

## Vanjske poveznice
|  | Zajednički poslužitelj ima još gradiva o temi Kelj pupčar |